# ختون
ختون (به لاتین: Khtun) یک منطقهٔ مسکونی در روسیه است که در داغستان واقع شده‌است.